# 298 Baptistina
A 298 Baptistina a Naprendszer kisbolygóövében található aszteroida. Auguste Charlois fedezte fel 1890. szeptember 9-én.